# Massimilla Doni
Massimilla Doni est une nouvelle d’Honoré de Balzac, dont le premier chapitre est publié en 1837 dans les Études philosophiques de La Comédie humaine avec Gambara, Les Proscrits et Séraphîta. Le chapitre III ne paraît qu'en 1839, dans La France musicale, sous le titre Une représentation du « Mosè in Egitto » de Rossini à Venise, avec un préambule soulignant le rôle que Stendhal avait joué pour faire connaître le musicien Rossini en France. 
Le récit complet est publié chez Souverain en août 1839, à la suite d'Une fille d'Ève. 

## Contexte
George Sand, à laquelle Balzac avait parlé avec passion du Mosè de Rossini, après sa représentation le 22 août 1834, avait conseillé à l’écrivain de coucher son histoire sur le papier, mais celui-ci avait déclaré que c'était au-dessus de ses forces. Il repense à cette conversation lorsque, en octobre 1836, Maurice Schlesinger, lui passe commande d’une nouvelle musicale pour la Revue et gazette musicale de Paris. Balzac signe une entente pour livrer la nouvelle à partir du 8 janvier 1837, sous le titre Gambara ou la Voix humaine, dont le personnage a été conçu par son secrétaire, Auguste de Belloy. Balzac demande toutefois un peu de temps supplémentaire, car il poursuivait deux idées sur plusieurs opéras : Robert le Diable de Giacomo Meyerbeer, d’une part, qui se situe à Paris et le Mosè in Egitto, ainsi que Le Barbier de Séville de Rossini, d’autre part, dans le cadre de Venise. Cela déboucha sur deux nouvelles très élaborées : Gambara, publié dans la Revue et gazette musicale de Paris en cinq livraisons du 23 juillet au 20 août 1837, et Massimilla Doni, qui ne paraîtra qu'en 1839, à la suite d'Une fille d'Ève,.
Pour écrire son interprétation du Mosè, Balzac étudiera la musique et se fera aider du musicien d'origine bavaroise, Jacques Strunz (1783-1852), qui lui jouera et rejouera les divers moments de cet opéra. C'est d'ailleurs à Jacques Strunz qu'est adressée la dédicace de Balzac en tête de l’œuvre. Il donne la primeur de cette nouvelle à George Sand, lors de son séjour chez elle, entre le 24 février et le 2 mars 1838.
Massimilla Doni est un véritable hymne d’amour à la musique de Rossini, mais aussi à la ville de Venise, à l’art de vivre des Italiens, à l’élégante simplicité des aristocrates italiennes qui vont à l’opéra non pour se montrer, mais pour écouter et vibrer avec la musique. Dans chaque loge de la Fenice, les grandes dames reçoivent sans cérémonie, expriment leurs sentiments avec spontanéité, versent des larmes d’émotion. De leur côté, les hommes épris de musique vont au caffè Florian décortiquer, après le spectacle et pendant toute la nuit s’il le faut, chaque moment du spectacle, chaque phrase musicale, chaque note. Un Français, qui se trouve dans la loge de Massimilla Doni, duchesse de Cataneo, reçoit d’elle, sans aucune prétention et en toute amitié, un véritable cours d’art lyrique.
Deux années furent nécessaires à Balzac pour perfectionner ce texte court, mais néanmoins très important pour La Comédie humaine.

## Résumé
Emilio Memmi, récemment « fait » prince de Varèse et héritier d’un palais, est désespérément amoureux de la délicieuse Massimilla Doni, femme du duc de Cataneo, vieillard débauché qui soutient une cantatrice, Clara Tinti. Il est aimé de la duchesse Massimilla, mais leur amour reste platonique et tout en délicatesse. Par un terrible malentendu, Emilio se retrouve en présence de la Tinti dans son palais. Et alors qu'il n’avait eu que des rapports chastes avec son grand amour Massimila, il tombe sous le charme de la volupté offerte par la Tinti, ce dont il a honte. Cependant, Massimilla Doni est en compagnie du médecin français qu’elle a initié aux mystères de la musique et qui, en retour, aidera Emilio à accepter l’idée qu’amour charnel et amour pur se mêlent admirablement.

## Thème
L’amour sert de fil conducteur à un texte exclusivement axé sur la musique et l’art lyrique, la description du monde des mélomanes, de l’atmosphère de Venise et le portrait d’une très grande dame : Massimilla.

## Adaptation
Le compositeur suisse Othmar Schoeck a fait de Massimilla Doni un opéra en 4 actes (6 scènes) créé le 2 mars 1937 à la Semperoper de Dresde.